# Franz Heinrich Wendelin von Kageneck
Franz Heinrich Wendelin Freiherr von Kageneck (* 21. Oktober 1704 in Waldshut; † 31. März 1781) war ein deutscher Bischof und Weihbischof in Eichstätt.
Am 24. Juni 1746 wurde der Spross der Adelsfamilie Kageneck zum Diakon und am 26. Juni 1746 zum Priester für das Bistum Eichstätt geweiht. Am 15. März 1751 wurde er zum Weihbischof in Eichstätt und Titularbischof von Camana Armeniae ernannt. Am 25. April 1751 weihte ihn Johann Anton II. von Freyberg-Hopferau zum Bischof. Am 30. April 1758 weihte er Raymund Anton von Strasoldo mit Assistenz von Franz Ignaz Albert von Werdenstein, Weihbischof von Freising, und Franz Xaver von Adelmann von Adelmannsfelden, Weihbischof von Augsburg, zum Bischof von Eichstätt und assistierte bei der Weihe des Bischofs von Konstanz, Maximilian Augustin Christoph von Rodt. Am 28. April 1780 resignierte er. Er war somit der bisher letzte Weihbischof in Eichstätt.